# Kjær & Sommerfeldt
Kjær & Sommerfeldt er en vinforhandler beliggende i København og Aarhus, som blev grundlagt 31. marts 1875 af Charles Christian Kjær og Wilhelm Ferdinand Sommerfeldt. 
I 1901 fik Kjær & Sommerfeldt prædikatet 'Kongelig Hofvinhandler'. 1959 blev året hvor Kong Frederik den Niende udnævnede Kjær & Sommerfeldt til ægte Kongelig Hofleverandør.